# Velykyï Bytchkiv
Velykyï Bytchkiv (ukrainien : Вели́кий Бичкі́в) est une commune urbaine de l'oblast de Transcarpatie, en Ukraine. Elle compte 9 178 habitants en 2021.